# Le Colin-Maillard
Pour les articles homonymes, voir Colin-maillard (homonymie).
Le Colin-Maillard est une peinture de Jean-Honoré Fragonard, exécutée entre 1750 et 1752. Cette œuvre est exposée au Musée d'art de Toledo aux États-Unis. Elle montre deux jeunes gens s’adonnant au jeu du Colin-Maillard. De manière symbolique, elle dépeint ainsi le jeu de la séduction.

## Symbolique
Jean-Honoré Fragonard peint ici un double jeu : la jeune femme aux yeux bandés doit parvenir, malgré son aveuglement, à toucher le jeune homme et celui-ci doit rester auprès d’elle tout en évitant de se faire attraper. Au centre du tableau, le visage de la jeune femme, caressé par une brindille tenue par l’autre joueur, attire tout de suite le regard et révèle la manipulation. Dans son dos, le jeune homme semble en effet  prendre un malin plaisir à la duper, en faisant diversion à l’aide d'un brin de paille qui l’induit en erreur quant à sa réelle position. Le jeu à deux ainsi que le décor naturel éloigné de tout confèrent à la scène une certaine intimité qui laisse supposer que le jeune homme est un prétendant.
Cependant, Fragonard ne peint pas un simple divertissement, mais un jeu amoureux où la feinte et le plaisir sont partagés par les deux personnages. Le bandeau de la jeune femme, légèrement relevé, montre qu’elle maîtrise la situation. Ses joues aussi rouges que celles du jeune homme témoignent du fait qu’elle se prend aussi au jeu. La scène déborde de sensualité : la poitrine se dévoile grâce à l’art du détail de Fragonard, le drapé de la robe donne de l’élan à l’action et s’apparente aux pétales d’une fleur, comme ceux à gauche du tableau. À cet arrière-plan, les volutes du feuillage et la consistance des roses ajoutent un côté charnel à la scène et suggèrent la volupté qui émane du jeu des deux amoureux.